# アブドゥルラシド・サドゥラエフ
アブドゥルラシド・サドゥラエフ（Abdulrashid Bulachevich Sadulaev、1996年5月9日 (ロシアレスリング連盟のサイトでは10月6日生まれとなっている) - ）は、ロシアのダゲスタン共和国出身のレスリング・フリースタイルの選手。階級は86kg級と97㎏級。身長177cm。PFP最強のレスラーとみなされている。

## 来歴
9歳の時にレスリングを始めた。2012年に世界カデット76kg級で優勝すると、翌年の世界カデットには85kg級に階級を上げて2階級制覇を達成した。2014年になると、ヨーロッパ選手権86kg級を始めとして出場したシニアの国際大会で全て勝利を収めた。世界選手権でも初戦以外は全てテクニカルフォール勝ちして、18歳にして世界チャンピオンとなった。2015年の世界選手権では2連覇を果たした。2016年のリオデジャネイロ五輪86kg級でも優勝した。その後階級を97㎏級に上げると、2017年の世界選手権ではリオデジャネイロオリンピック97㎏級金メダリストのカイル・スナイダーに5-6で敗れて2位だった。2018年の世界選手権では決勝でスナイダーにフォール勝ちして優勝した。2019年の世界選手権でも優勝した。2021年の東京オリンピックでは決勝でスナイダーを6－3で破ってオリンピック2階級制覇を果たした。その2か月後の世界選手権でも決勝でスナイダーを6－0で破って優勝した。2023年には中立選手(AIN)として2年ぶりに世界選手権に出場するも、準々決勝で同じクラブの練習相手でバーレーンに国籍を変更したアフメド・タジュディノフに2－9で大きくリードされた後に負傷により棄権負けした。
2024年4月にサドゥラエフは、ロシアによるウクライナへの軍事侵攻を支持する言動が確認されたため、パリオリンピックのヨーロッパ予選から締め出された。これにより、3連覇のかかったパリオリンピックへの出場は事実上閉ざされることになった。世界選手権では中立選手(AIN)で出場して優勝を飾った。

## 主な戦績
- 2012年 - 世界カデット　優勝(76kg級)
- 2012年 - アリ・アリエフ国際大会　3位(84kg級)
- 2013年 - 世界カデット　優勝(85kg級)
- 2013年 - ゴールデン・グランプリ　3位(84kg級)

以降は86kg級での戦績
- 2014年 - ヤリギン国際大会　優勝
- 2014年 - ヤサル・ドグ国際大会　優勝
- 2014年 - ヨーロッパ選手権 優勝
- 2014年 - ジオルコウスキ国際大会　優勝
- 2014年 - 世界選手権　優勝
- 2015年 - 世界選手権　優勝
- 2016年 - リオデジャネイロ五輪 優勝

以降は97kg級での戦績
- 2017年 - 世界選手権　2位
- 2018年 - 世界選手権　優勝
- 2019年 - 世界選手権　優勝
- 2021年 -　東京オリンピック　優勝
- 2021年 - 世界選手権　優勝
- 2023年 - 世界選手権　7位
- 2024年 - 世界選手権　優勝